# آئورل ورنسکو
آئورل ورنسکو (رومانیایی: Aurel Vernescu؛ ۲۳ ژانویه ۱۹۳۹ – ۱ دسامبر ۲۰۰۸) قایقران کانو اهل رومانی بود.
وی در مسابقات کشوری و بین‌المللی در مجموع برندهٔ ۴ مدال طلا، ۷ مدال نقره، ۳ مدال برنز شده‌است.